# Long Range Shooting
Langstreckenschießen (Englisch: Long Range Shooting) bezeichnet das sportliche Gewehrschießen auf große Distanzen.
Die Wettkampfentfernungen reichen bis 1000 Yard (915 Meter) oder 1000 Meter. In Deutschland wird dieser Schießsport nicht angeboten, die größte Distanz liegt bei 300 m.
Beim Long Range Shooting muss der Schütze eine komplexe Ballistik berechnen, insbesondere unter Berücksichtigung von Wind, Temperatur, Luftdruck, Luftfeuchtigkeit, Ausgleich der Erdrotation (Corioliskraft) und Mirage (Luftspiegelung). Beim Zielen auf Distanzen von 50 bis 100 m muss die Visierung normalerweise nur in Bezug auf die konstante Schwerkraft justiert werden. Bei längeren Entfernungen wird aber die Winddrift zum wesentlichen Faktor. Einige Schützen formulieren, dass das Langstreckenschießen dann beginnt, wenn die Beurteilung von verschiedenen atmosphärischen Bedingungen genauso wichtig für die Ergebnisse ist wie die reinen Schießkünste. Das bedeutet, dass selbst ein technisch perfekter Schuss beim Langstreckenschießen das Ziel wegen falschen oder unvollständigen ballistischen Berechnungen verfehlen kann.
Die Entfernungen, die normalerweise als Long Range betrachtet werden, sind vom Kaliber abhängig. Große Reichweite kann als die Strecke definiert werden, bei der Schusswaffe und Munition noch in der Lage sind, konstante Treffer zu erzielen. Für die Kleinkaliberpatrone .22 lfB können Entfernungen über 100 Meter als große Reichweite gelten. Für mittlere Kaliber liegt der Langstreckenbereich über 300 bis 400 m. Eine andere Definition bezeichnet alle Schießentfernungen ab 500 m als Long Range.
Verwendet werden häufig großkalibrige Präzisionsgewehre, und Munition, die exakt auf die Anforderungen angepasst wurden. Verwendung finden z. B. die Kaliber 6 mm PPC / 6 mm BR, 6,5 × 55 mm, .308 Winchester, .300 Winchester Magnum, .338 Lapua Magnum, .338 Little Dave 8,5 × 55 mm. Die Patronen werden in der Regel aus Präzisionsgründen selbst geladen.
Eine weitere Sportart, bei der auf große Entfernungen geschossen wird, ist das Benchrestschießen, bei dem die Langwaffe vorne und hinten aufgelegt geschossen wird.